# Picardie
Picardie är en tidigare fransk region, som sedan 2016 är en del av regionen Hauts-de-France, och en historisk provins i landets norra delar. Namnet på området är av ovisst ursprung; enligt en utbredd uppfattning härrör det från namnet på invånarna, picarderna. Regionhuvudstad var Amiens.

## Geografi
Picardie gränsar i norr mot regionen Nord-Pas-de-Calais, i nordväst mot Engelska kanalen, i väster Haute-Normandie, i söder Ile-de-France och i öster Champagne-Ardenne. Historiska områden som provinsen gränsade till var Normandie, Artois, och Hainaut; i perioder har den historiska provinsen varit indelad i övre och nedre Picardie. Den nuvarande regionen är större än den historiska provinsen.
Regionen består av tre departement: Aisne, Somme och Oise. Viktiga städer är bland annat Amiens, Soissons, Saint-Quentin, Laon, Beauvais och Compiègne. 
I regionen talas pikardiska, vid sidan av franska.

## Historia
Namnet Picardie är av oviss härledning, enligt någras antagande bildat på grund av invånarnas skicklighet i att använda piken; namnet förekommer inte före 1200-talet. På romartiden bildade landet en del av Belgica secunda och var bebott av olika belgiska stammar: morini, ambiani, veromandui, beliovaci och suessiones. 
Det erövrades av frankerna på 400-talet och bildade först en del av kungariket Soissons, därefter en del av Neustrien. Sedermera övergick det till grevarna av Flandern och bildade flera mindre grevskap. Engelsmännen erövrade Picardie 1346, hertigarna av Burgund 1417. Ludvig XI av Frankrike förenade det 1463 definitivt med franska kronan. 

## Ekonomi
Jordbruket var tidigare Picardies huvudnäring, men detta har allt mera kommit att ersättas av industrin som gynnas av närheten till Belgien och Storbritannien.